# Győri kapu (Miskolc)
A Győri kapu Miskolc egyik városrésze és annak főútja. Miskolc belvárosától nyugatra, Diósgyőr felé terül el, nevét a középkori nyugati városkapuról kapta. 

## Elhelyezkedése
A Győri kapu körülbelül egy kilométer hosszú út Miskolcon, a város egyik fő közlekedési útvonala. A belváros felől az Újgyőri főtér irányába vezet, a miskolci villamosvonal is ezen halad át, de városi buszközlekedési járatok át működnek az útszakaszon.
A terület a Szent Anna tértől nyugatra helyezkedik el, északi részét az Andor utca, déli részét a Szinva patak határolja. A Győri kapu nyugati határa nem éri el az Újgyőri főteret, attól néhány száz méterrel korábban véget ér a Károly utcánál. A Győri kapu az Újgyőri főtér irányába az Andrássy Gyula utcában folytatódik.

## Története
Miskolc kapui a városba be-, illetve kivezető utakon helyezkedtek el a város határainál. Ezek a kapuk ma már nincsenek meg, de utcák elnevezésében máig élnek a városban, így a Győri kapu neve is megmaradt. A Diósgyőri kapu első említése 1562-ből származik, amint egy bizonyos gyümölcsös helyezkedik el mellette, és Diósgyőr felé néz. Az egykori történelmi épületekből semmi nem maradt meg, a városrészben ezeknek már a nyomai sem lelhetőek fel.
A Győri kapu a 19. század végéig mezőgazdasági művelés alatt álló terület volt, például a Herman Ottó utca környékén, ahol jelenleg bérházak állnak,  öntözéses kertésztelepek voltak. A területen az 1920-as években több családi házas utca épült meg, elsősorban a Győri kapu–Örs utca–Andor utca–József utca által határolt területen.
A Győri kapu felsőbb szakaszán, elsőként 1948 és 1951 között a Tizeshonvéd és a Szent István utca, valamint az Őrs és Miklós utca közötti szakaszon épültek négyemeletes lakóházak. Ezekre a területekre még lapos tetejű, dísztelen homlokzatú, az európai mintákat követő modern bérházakat építettek, hasonló házak épültek a Selyemréti Strandfürdő mellett is.1951 és 1956 között aztán városszerte, így a Győri kapuban is megjelent a szocreál építésze,: a városrészben ilyen stílusjegyeket viselő társasházak épültek a Gyula utcán és a Rácz Ádám utcán, majd a hetvenes évektől pedig megkezdték a panellakótelepek építését egyebek mellett a Győri kapuban is.
A családi házaknak mára csak egy része maradt meg, a többit a lakótelepi bérházak építésekor lebontották. A bérházi lakóépületek legnagyobb része 1968–1973 közötti időszakban készült, de még a hetvenes évek közepén is készültek lakóházak. Miskolc első tízemeletes panelháza is ezen a helyen, a Győri kapu déli részén épült meg, a Győri kapu 87–97. számok alatt.
Az Újgyőri főtér irányába haladva már az 1987-ben épített nyeregtetős megoldásokat alkalmazó, négyemeletes panelházakat emeltek.

## A Győri kapu részei, beépítése
A Győri kapu számozása a Szent Anna térnél kezdődik, a környéken panel lakóházak találhatóan, ezen területhez tartozik a Bársony János utca lakóépületei is. A Győri kapu nevű út ezen szakasza az 1970-es években megépült Vologda utcának (Északi tehermentesítő) köszönhetően tehermentesítve lett, de a Thököly Imre–Vologda utca kereszteződésénél a Vologda utca forgalma becsatlakozik a Győri kapu útszakaszába. A kereszteződésnél benzinkút és élelmiszerboltok működnek. A Miskolci Kulturális Központ, a rendszerváltást megelőzően Molnár Béla Ifjúsági és Úttörőház néven működő kulturális intézménye, ifjúsági ház, is itt található, a 3531 Miskolc, Győri kapu 27./A szám alatt. Ugyanitt található a Miskolci Önkormányzati Rendészete is.
Felfelé haladva az út baloldalán tízemeletes panelházakat építettek, a négyemeletes épületek ezek mögé kerültek megépítésre, a Szinva patak felé eső területen, például az Aba és a Bokréta utcában, illetve a Vászonfehérítő utcában is.
A  Győri kapu 48-50. szám alatt a Miskolci Városgazda Nonprofit Kft. működik. 
Miskolc Győri kapu városrészének központi helyén az egykori Tokaj Szolgáltatóház található, ami a tízemeletes panelházsor és a főút között kapott helyett. A szolgáltatóház egy időben épült a panelházakkal, így a hetvenes évek közepén az akkori stílusnak megfelelő, modern épület volt, benne több funkcióval, fodrászattal, üzlettel, bankfiókkal, postahivatallal. A szolgáltatóházban működött valamikor a Tokaj Étterem is. Az épületben most is létezik Tokaj néven vendéglátóhely, de ez a jellegét tekintve inkább gyorsétterem. Az épületben működött a kilencvenes években a Vian Klub nevű szórakozóhely is. A Lézerpont Látványtár is az épületben működik, ahol kiállításokat lehet megtekinteni. A Győri kapu 57. szám alatti komplexumot 2021–2022 folyamán megvásárolta a miskolci önkormányzat.
A Tokaj Szolgáltatóház közelében, a József utca sarkán 2010-ben építették a felsővárosi református templomot. Ezt követően a főút mellett szintén egy tízemeletes sor található, amely előtti kis parkos területen áll az 1975-ben átadott, „Emberpár” nevet viselő szoborkompozíció. A szobor melletti szökőkutat 2024-ben újították fel és építették át. Egy újfajta, medence nélküli szökőkút kialakítására került sor, a volt szökőkút medencéjéből virágoskertet alakítottak ki.
Az út másik oldalán a József utca, Béla utca, Ferenc utca és ezek környezetében megmarad a családi ház utcás övezet, majd ezt váltja fel az 1950-es évekből származó bérházi lakóépületek, amelyek mögött, a főúttól beljebb egészen az Andor utcáig szintén kertes házak vannak. Az Andor utcán túl már domboldal található, amellyel végett ér a lakóövezet. Az Andor utcában az elmúlt évtizedben egy kisebb lakópark jellegű társasház együttes is megvalósult.
A Győri kapu felső szakaszának bal oldalán régebbi családi házas beépítés található (Fém u., Kohó u., Vas utca)
A villamospálya vonalának mentén, a sínek és a közúti pályatest közé elválasztóként gömbsüvegeket helyeztek el, így gépjárművel a sínekre nem lehet ráhajtani, ezzel az előzés akadáyoztatva van. Régebben az úttest és a villamos pálya egy síkban volt és gömbsüvegek hiánya okán előzés céljából a sínekre is rá lehetett hajtani.
A Szinva patak túoldalán a 2×2 sávos Kiss Ernő út fut, ezen útvonal mint déli tehermentesítő csökkenti a Győri kapu járműforgalmát. A Győri kapu városrészből több gyalogos híd épült a Szinva patak felett, továbbá 2 híd áll rendelkezésre a gépjárműforgalom részére is, az egyik a Thököly utcán, a másik a Nagyváthy utcán keresztül biztosít átjárást a városrészből a Kiss Ernő úthoz. 

## A városrész intézményei
- Bársony János Római Katolikus Általános Iskola
- MIÓVI Bársony János Tagóvoda
- MIÓVI József Úti Tagóvodája
- Bokréta Óvoda
- Miskolci SZC Szentpáli István Kereskedelmi és Vendéglátó Technikum és Szakképző Iskola
- Miskolci SZC Baross Gábor Üzleti és Közlekedési Technikum
- Miskolci II. Rákóczi Ferenc Általános Iskola
- Borsod-Abaúj-Zemplén Vármegyei Területi Gyermekvédelmi Szakszolgálat
- Borsod-Abaúj-Zemplén Vármegyei Gyermekvédelmi Központ